# Friedrich Boedeker
Friedrich H. Böedeker (o Bödecker) (1867- 1937) fou un botànic i farmacèutic alemany.
Posseeix un registre de 652 identificacions i nomenaments de noves espècies, fonamentalment de la família botànica de les cactàcees.

## Algunes publicacions
- Ein Mammillarien-Vergleichs-Schlüssel. Neumann, Neudamm 1933